# 康拉德·魏歇特
康拉德·魏歇特（德語：Konrad Weichert，1934年3月20日—2003年2月8日），德国男子帆船运动员。他曾代表东德参加1968年和1972年夏季奥林匹克运动会帆船比赛，获得一枚银牌和一枚铜牌。